# مطار الفتحة العسكري
مطار الفتحة العسكري أو مطار الملح هو قاعدة عسكرية عراقية في ناحية الرياض في جنوب قضاء الحويجة، في محافظة كركوك شمال العراق، ويُعدّ مطاراً عسكرياً صغيراً، سيطر عليه تنظيم الدولة (داعش)، وحررته الحكومة العراقية يوم 1 تشرين الأول سنة 2017.